# YU-SEI vivit AZAZEL
YUSEI vivit AZAZEL（ゆーせい う゛ぃう゛ぃっと あざぜる）は日本の歌手。本名及び旧芸名 角田侑晟。かつてはジャニーズJr.の一員だった。

## 経歴
2014年
- 4月27日　公式ウェブサイト開設・Twitter開始[1]
- 5月16日　YouTubeに自身のチャンネル開設
- 5月20日　ファンクラブ「vivit LODGE」発足
- 5月25日　オープンカーに乗り渋谷・原宿・新宿を回った際には、Twitterでの話題のツイート1位にランクインする。
- 6月29日　初イベント　ファンミーティング「vivit Tea Party」開催
- 7月29日　主婦と生活社発行の 週刊誌「週刊女性」にグラビア掲載
- 8月18日　Summer Live  Tour「人類マジカる化計画」東京公演　開催 ＠Morph-Tokyo
- 8月26日　LIVE会場・ネット限定販売CD「Teaたいむ★インヴィテーション・マジマジカル」販売開始
- 8月27日　Summer Live  Tour「人類マジカる化計画」大阪公演　開催 ＠OSAKA Muse
- 10月26日　「vivit Halloween Party」キリストンカフェ東京で開催。

2016年
- 8月1日　「Popteen」9月号　「第3回イケメン総選挙2016」に登場[2]

## ディスコグラフィー
●「Teaたいむ★インヴィテーション・マジマジカル」（LIVE会場・ネット限定販売CD、2014年8月26日リリース。）
曲目
- Teaたいむ★インヴィテーション
- マジマジカル

●マジマジカル/キマグレ world（ 2015年3月4日リリース）
曲目
- マジマジカル
- キマグレ world
- Teaたいむ★インヴィテーション オルゴールVer.

●カラフル Days/おとなネバーランド（2015年8月25日リリース）
曲目
＜初回限定盤＞
- カラフル Days
- おとなネバーランド
- マジマジカル オルゴールVer.

＜通常盤＞
- カラフル Days
- おとなネバーランド
- カラフル Days カラオケVer.
- おとなネバーランド カラオケVer.